# Ivan Brull i Pons
Ivan Brull i Pons (València, 1978), que fa servir Ivan Brull com a nom de ploma i artístic, és un enginyer, músic, cantautor i poeta valencià.
Resident a Silla, localitat on va estudiar el grau mitjà de violí al Conservatori Professional de Música, és enginyer químic per la Universitat Politècnica de València. La seva tasca literària la va encetar el 2010, amb la publicació de Cantaments, llibre de poesies —un total de trenta-nou poemes dividits en quatre parts— amb el que va guanyar el tretzè premi de poesia Jaume Bru i Vidalla dels Premis Literaris de la Ciutat de Sagunt. Entre els anys 2010 i 2012 va dirigir a la Universitat Politècnica de València el taller de poesia «Vers». El 2012 publicà la seua segona obra, Guia de perduts, i tres anys més tard, el 2015, el llibre Sobre l'unicorn, amb el qual se li concedí el Premi Benvingut Oliver de poesia en la trenta-cinquena edició dels premis Vila de Catarroja.
Brull també col·labora en revistes literàries com Caràcters, on publicà una breu biografia del poeta Peter Balakian i traduí de l'anglès al català Primavera incipient —Early Spring—, entre d'altres, i ha editat un treball discogràfic en format CD, Canvi dels àngels (Comboi Records, 2015), en el qual s'interpreten musicalment els seus poemes.

## Obra publicada
- Cantaments (Benicarló, Ed: Onada, 2010)[2]
- Guia de perduts (Ed: Germania, 2012)[7]
- Sobre l'unicorn (Ed: Perifèric, 2015)[8]